# Huachuca City
Huachuca City ist eine Town im Cochise County im US-Bundesstaat Arizona. Das U.S. Census Bureau hat bei der Volkszählung 2020 eine Einwohnerzahl von 1.626 ermittelt.

## Geographie
Huachuca City liegt im südwestlichen Teil des Cochise Countys, direkt nördlich von Sierra Vista und Fort Huachuca. Über die Arizona State Route 90 ist die Stadt mit der 27 km entfernten Anschlussstelle zur Interstate 10 bei Benson verbunden. Der nächstgelegene Flughafen ist der Sierra Vista Municipal Airport.
Nach den Angaben des United States Census Bureaus hat die Town eine Fläche von 7,3 km²; es gibt keine nennenswerten Gewässerflächen.
Das Klima in Huachuca City ist semiarid (Bsk).

## Geschichte
Huachuca City war ursprünglich eine Eisenbahnstation an der Southern Pacific Railroad. Zunächst hieß der Ort Campstone Station, später dann Sunset City, bevor er den heutigen Namen erhielt. Die Geschichte des Orts ist nicht nur mit der Eisenbahn, sondern auch eng mit dem direkt benachbarten Fort Huachuca verbunden, das 1877 gegründet wurde. Der Ort liegt im ursprünglichen Siedlungsgebiet der Chiricahua, doch nach dem Sezessionskrieg kamen viele Siedler in die Gegend und die Indianer wurden verdrängt. In den Apache-Sprachen bedeutet der heutige Ortsname so viel wie „Donner“; den Namen tragen auch die nahegelegenen Huachuca Mountains.

## Demographie
Zum Zeitpunkt des United States Census 2000 bewohnten Huachuca City 1751 Personen. Die Bevölkerungsdichte betrug 241,5 Personen pro km². Es gab 844 Wohneinheiten, durchschnittlich 116,4 pro km². Die Bevölkerung in Huachuca City bestand zu 75,39 % aus Weißen, 6,80 % Schwarzen oder African American, 2,68 % Native American, 1,48 % Asian, 0,23 % Pacific Islander, 8,17 % gaben an, anderen Rassen anzugehören, und 5,25 % nannten zwei oder mehr Rassen. 16,28 % der Bevölkerung erklärten, Hispanos oder Latinos jeglicher Rasse zu sein.
Die Bewohner Huachuca Citys verteilten sich auf 713 Haushalte, von denen in 31,3 % Kinder unter 18 Jahren lebten. 44,3 % der Haushalte stellten Verheiratete, 12,3 % hatten einen weiblichen Haushaltsvorstand ohne Ehemann und 39,3 % bildeten keine Familien. 32,8 % der Haushalte bestanden aus Einzelpersonen und in 11,5 % aller Haushalte lebte jemand im Alter von 65 Jahren oder mehr alleine. Die durchschnittliche Haushaltsgröße betrug 2,43 und die durchschnittliche Familiengröße 3,13 Personen.
Die Bevölkerung verteilte sich auf 28,4 % Minderjährige, 8,8 % 18–24-Jährige, 25,5 % 25–44-Jährige, 24,6 % 45–64-Jährige und 12,7 % im Alter von 65 Jahren oder mehr. Der Median des Alters betrug 37 Jahre. Auf jeweils 100 Frauen entfielen 93,1 Männer. Bei den über 18-Jährigen entfielen auf 100 Frauen 89,4 Männer.
Das mittlere Haushaltseinkommen in Huachuca City betrug 26.311 US-Dollar und das mittlere Familieneinkommen erreichte die Höhe von 33.938 US-Dollar. Das Durchschnittseinkommen der Männer betrug 26.685 US-Dollar, gegenüber 20.179 US-Dollar bei den Frauen. Das Pro-Kopf-Einkommen belief sich auf 14.378 US-Dollar. 19,3 % der Bevölkerung und 13,8 % der Familien hatten ein Einkommen unterhalb der Armutsgrenze, davon waren 24,6 % der Minderjährigen und 14,7 % der Altersgruppe 65 Jahre und mehr betroffen.